# TEE Merkur

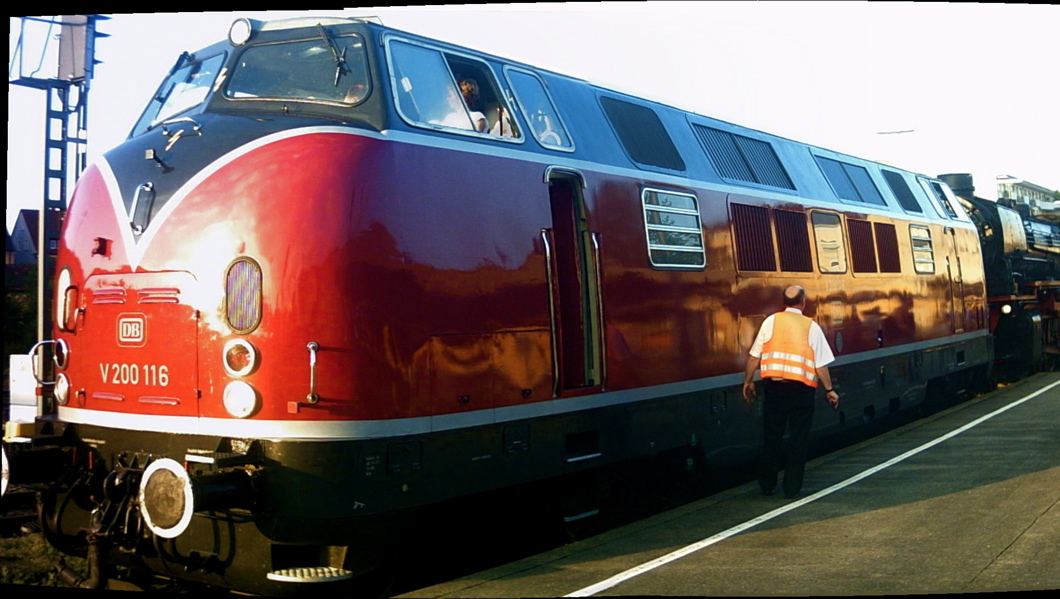
TEE Merkur

Le TEE Merkur était un train rapide qui reliait Stuttgart à Copenhague, de 1979 à 1980. Exploité par la Deutsche Bundesbahn, le TEE Merkur était un Trans-Europ-Express (donc uniquement en première classe) jusqu'à la fin du service d'hiver le 27 mai 1978 puisqu'il cessait définitivement de circuler.
Le nom de ce TEE fait référence à Merkur, dieu romain des voyageurs.

## Parcours et arrêts
- 26 mai 1974 Stuttgart, Heidelberg, Mannheim, Mainz, Koblenz, Bonn, Kôln, Düsseldorf, Duisburg, Essen, Dortmund, Münster, Osnabrück, Bremen, Hamburg Hbf (Hamburg Altona), Lübeck, Puttgarden, Rodby, Kobenvahn (1205,4 km)[1].
- 28 mai 1978 TEE supprimé[1].

## Numérotations
- 26 mai 1974 TEE 35-34 (1035-1034 entre Hamburg Hbf et Hamburg Altona)[1].

## Matériel
- 26 mai 1974 Voitures TEE de la DB, 2 jeux comprenant : - entre Stuttgart et Kobenvahn : 2 Av ; - entre Stuttgart et Hamburg Altona ; 4 Av, 1 Ap, 1 WR[1].

Les samedis, sens pair, et les dimanches, sens impair, parcours limité à Köln, Hamburg, Altona avec : 2 Ap, 1 Av, 1 AR, et entre Köln-Kobevahn avec : 2 Av.
Depuis le 29 septembre 1974, 1 Av supplémentaire entre Stuttgart et Puttgarden.
Restauration assurée par la DSG.